# 고양시 병
고양시 병은 대한민국의 국회의원 선거구이다. 경기도 고양시의 일부 지역을 관할한다. 현직 국회의원은 더불어민주당의 이기헌이다.

## 역사
대한민국 제20대 국회의원 선거를 앞두고 고양시 지역의 선거구가 개편되면서 신설되었다. 신설 당시 일산서구 일산2동과 식사동을 제외한 일산동구 전 지역을 관할하였다.
제21대 국회의원 선거를 앞두고 고양시 갑에서 일산동구 식사동을 편입했으며 일산동구 백석1동, 백석2동을 고양시 을로 보내는 선거구 조정이 있었다.
제22대 국회의원 선거를 앞두고 일산동구 식사동을 다시 고양시 갑 선거구로 넘겼으며 고양시 을 선거구에 있던 백석1동, 백석2동을 다시 편입했다.

## 관할 구역
| 대수  | 관할 구역 |
| ----- | --- |
| 20대  | 고양시 일산동구 중산동, 정발산동, 풍산동, 백석1동, 백석2동, 마두1동, 마두2동, 장항1동, 장항2동, 고봉동 고양시 일산서구 일산2동           |
| 21대  | 고양시 일산동구 식사동, 중산동, 정발산동, 풍산동, 마두1동, 마두2동, 장항1동, 장항2동, 고봉동 고양시 일산서구 일산2동                     |
| 22대~ | 고양시 일산동구 중산1동, 중산2동, 정발산동, 풍산동, 백석1동, 백석2동, 마두1동, 마두2동, 장항1동, 장항2동, 고봉동 고양시 일산서구 일산2동 |

## 역대 국회의원
| 선거   | 정당 | 정당         | 의원   |
| ------ | ---- | ------------ | ------ |
| 2016년 |      | 더불어민주당 | 유은혜 |
| 2020년 |      | 더불어민주당 | 홍정민 |
| 2024년 |      | 더불어민주당 | 이기헌 |

## 역대 선거 결과

### 대한민국 제20대 국회의원 선거
|  | 47.73% |

|  | 36.40% |

|  | 15.85% |

### 대한민국 제21대 국회의원 선거
|  | 54.26% |

|  | 44.72% |

|  | 0.51% |

|  | 0.49% |

### 대한민국 제22대 국회의원 선거
|  | 54.06% |

|  | 45.93% |